# Neuchâtel Knights 2024
Questa voce raccoglie le informazioni riguardanti i Neuchâtel Knights nelle competizioni ufficiali della stagione 2024.

## Lega C 2024

### Stagione regolare
| Wangen-Brüttisellen 6 aprile 2024, ore 18:00 1ª giornata | Zurich State Spartans | 40 – 20 referto | Neuchâtel Knights | Sportanlage Dürrbach\| Arbitro: \| Zwicker \| |
| Arbitro:                                                 | Zwicker               |                 |                   |                                               |

| Lugano 21 aprile 2024, ore 14:00 3ª giornata | Lugano Rebels | 3 – 27 referto | Neuchâtel Knights | Stadio comunale di Cornaredo (campo sintetico)\| Arbitro: \| Urben \| |
| Arbitro:                                     | Urben         |                |                   |                                                                       |

| Neuchâtel 28 aprile 2024, ore 14:00 4ª giornata | Neuchâtel Knights | 6 – 34 referto | Glarus Orks | Terrain du Chanet\| Arbitro: \| Jordan \| |
| Arbitro:                                        | Jordan            |                |             |                                           |

| Neuchâtel 5 maggio 2024, ore 14:00 5ª giornata | Neuchâtel Knights | 0 – 17 referto | Geneva Whoppers | Terrain du Chanet\| Arbitro: \| Gerber \| |
| Arbitro:                                       | Gerber            |                |                 |                                           |

| Neuchâtel 19 maggio 2024, ore 14:00 6ª giornata | Neuchâtel Knights | 14 – 29 referto | Zurich State Spartans | Terrain du Chanet\| Arbitro: \| Gerber \| |
| Arbitro:                                        | Gerber            |                 |                       |                                           |

| Neuchâtel 2 giugno 2024, ore 14:00 8ª giornata | Neuchâtel Knights | 27 – 0 referto | Lugano Rebels | Terrain du Chanet\| Arbitro: \| M. Meier \| |
| Arbitro:                                       | M. Meier          |                |               |                                             |

| Plan-les-Ouates 15 giugno 2024, ore 18:00 10ª giornata | Geneva Whoppers | 9 – 7 referto | Neuchâtel Knights | Stade des Cherpines\| Arbitro: \| Schwarz \| |
| Arbitro:                                               | Schwarz         |               |                   |                                              |

| Glarona 23 giugno 2024, ore 14:00 Recupero 9ª giornata | Glarus Orks | 35 – 6 referto | Neuchâtel Knights | Wyden\| Arbitro: \| Gerber \| |
| Arbitro:                                               | Gerber      |                |                   |                               |

### Playoff
| Glarona 29 giugno 2024, ore 18:00 Semifinale | Glarus Orks | 52 – 33 referto | Neuchâtel Knights | Wyden\| Arbitro: \| Vogel \| |
| Arbitro:                                     | Vogel       |                 |                   |                              |

## Statistiche di squadra
| Competizione      | %Vittorie | In casa | In casa | In casa | In casa | In casa | In casa | In trasferta | In trasferta | In trasferta | In trasferta | In trasferta | In trasferta | Totale | Totale | Totale | Totale | Totale | Totale |
| Competizione      | %Vittorie | G       | V       | N       | P       | Pf      | Ps      | G            | V            | N            | P            | Pf           | Ps           | G      | V      | N      | P      | Pf     | Ps     |
| ----------------- | --------- | ------- | ------- | ------- | ------- | ------- | ------- | ------------ | ------------ | ------------ | ------------ | ------------ | ------------ | ------ | ------ | ------ | ------ | ------ | ------ |
| Stagione regolare | .250      | 4       | 1       | 0       | 3       | 47      | 80      | 4            | 1            | 0            | 3            | 60           | 87           | 8      | 2      | 0      | 6      | 107    | 167    |
| Playoff           | .000      | 0       | 0       | 0       | 0       | 0       | 0       | 1            | 0            | 0            | 1            | 33           | 52           | 1      | 0      | 0      | 1      | 33     | 52     |
| Totale            | .222      | 4       | 1       | 0       | 3       | 47      | 80      | 5            | 1            | 0            | 4            | 93           | 139          | 9      | 2      | 0      | 7      | 140    | 219    |